# Valentin Badea
Valentin Vasile Badea (ur. 23 października 1982 w Alexandrii) – rumuński piłkarz, napastnik w klubie Al-Ain FC.

## Kariera klubowa
Badea był zawodnikiem i najlepszym strzelcem 3-ligowego rumuńskiego klubu Rulmentul Alexandria, gdy został odkryty przez Ioana Sdrobișa. Sdrobiș wziął go do Jiul Petroszany i FC Vaslui, gdzie trenował. W 2006 przeszedł do Steauy. 23 sierpnia 2006 zdobył 2 gole w meczu przeciwko Standard Liège, w trzeciej rundzie kwalifikacyjnej Ligi Mistrzów, dzięki czemu Steaua awansowała do fazy grupowej Ligi Mistrzów.
Grał też w Panserraikosie, Universitatei Craiova, Politehnice Jassy i FC Braszów. Do Al-Ain trafił w 2011 roku.

## Tytuły
| Sezon     | Klub      | Tytuł                           |
| --------- | --------- | ------------------------------- |
| 2004–2005 | FC Vaslui | 1. miejsce w 2 lidze rumuńskiej |